# Конверсано
Конверсано (итал. Conversano) је насеље у Италији у округу Бари, региону Апулија.
Према процени из 2011. у насељу је живело 22661 становника. Насеље се налази на надморској висини од 221 м.

## Становништво
| 1931.  | 1936.  | 1951.  | 1961.  | 1971.  | 1981.  | 1991.  | 2001.  | 2011.  |
| ------ | ------ | ------ | ------ | ------ | ------ | ------ | ------ | ------ |
| 15.034 | 15.903 | 17.705 | 17.776 | 18.597 | 20.511 | 22.641 | 24.071 | 25.683 |